# ألكسندر أرتيمجيف
ألكسندر أرتيمجيف (بالروسية: Артемьев, Александр Викторович)‏ (مواليد 5 سبتمبر 1966) هو ملاكم روسي، مثّل بلاده في الألعاب الأولمبية الصيفية 1988.

## روابط خارجية
ألكسندر أرتيمجيف على موقع بوكس ريك (الإنجليزية) (registration required)
- ألكسندر أرتيمجيف على موقع اللجنة الأولمبية الدولية (الإنجليزية)
- ألكسندر أرتيمجيف على موقع أوليمبيديا (الإنجليزية)